# فهرست ورزشگاه‌های فوتبال ایالات متحده آمریکا

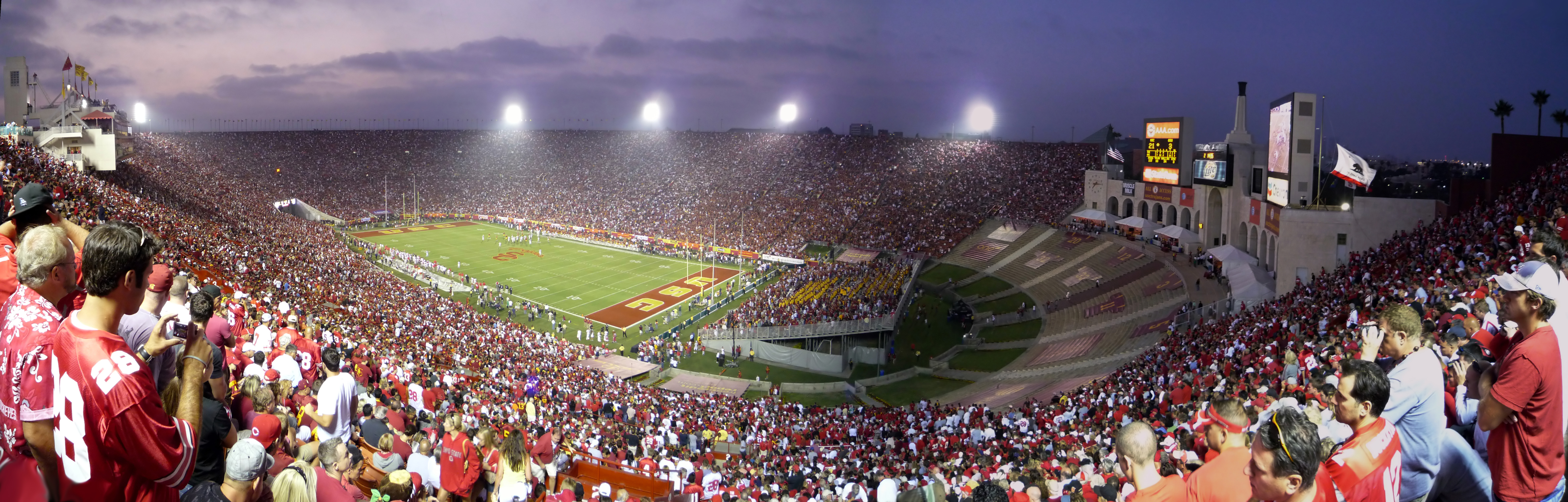
نمایی از ورزشگاه یادبود لس‌آنجلس

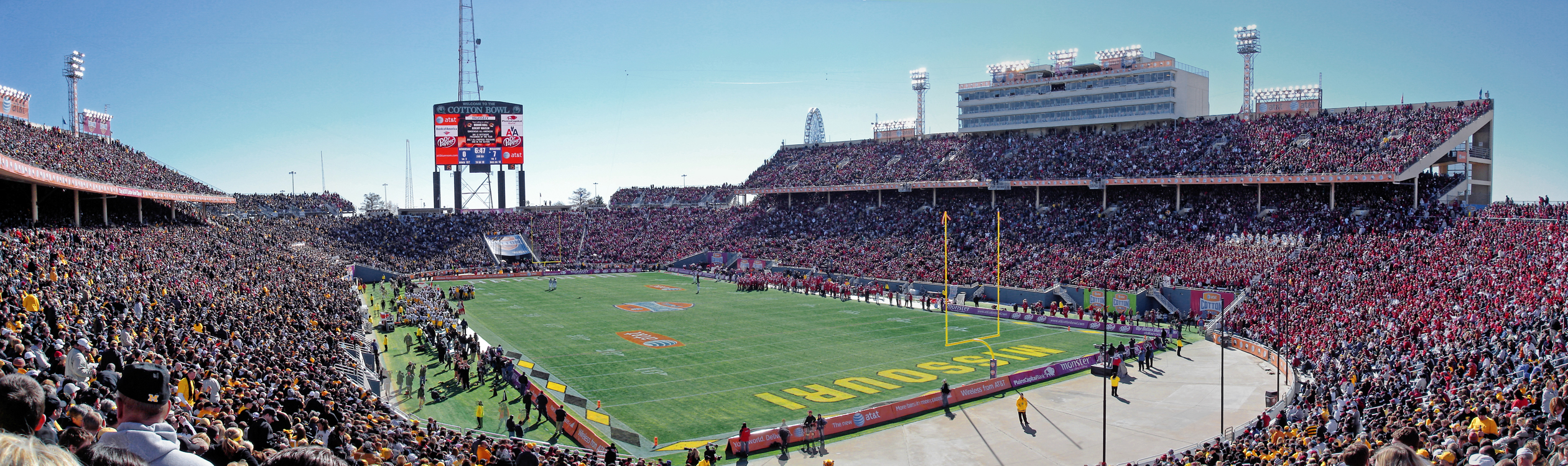
تصویر سراسرنما از کاتن بول

ورزشگاههای زیر مخصوص و ویژه بازی فوتبال طراحی شده اند:
- ورزشگاه اسپورتینگ پارک
- مجموعه ورزشی ویرجینیابیچ
- ورزشگاه ساهلنس
- ورزشگاه ویکمد ساکر پارک
- ورزشگاه ملی مرکز ورزش‌ها
- ورزشگاه پیتزا هات پارک
- ورزشگاه تویوتا پارک
- ورزشگاه هوم دیپو سنتر
- ورزشگاه ریو تینتو
- ورزشگاه ردبول آرنا (نیوجرسی)
- ورزشگاه پی‌پی‌ال پارک
- ورزشگاه دیکس اسپورتینگ گودز پارک
- ورزشگاه کلمبوس کرو
- ورزشگاه باک شاو
- ورزشگاه بی‌بی‌وی‌ای کامپس

ورزشگاههای زیر میزبان بازی فوتبال نیز بوده‌اند اما چند منظوره‌اند (و مثلاً برای بازیهای فوتبال آمریکایی اغلب بکار می روند):
| ورزشگاه                          | ظرفیت   | شهر                       | ایالت           | نوع زمین          | تأسیس     | اندازه      |
| -------------------------------- | ------- | ------------------------- | --------------- | ----------------- | --------- | ----------- |
| ورزشگاه میشیگان                  | ۱۱۵٬۱۰۹ | میشیگان                   | کالیفرنیا       | چمن               | ۱۹۲۷      | ۶۹x۱۰۰یارد  |
| ورزشگاه رز بول                   | ۹۴٬۵۴۲  | پاسادینا                  | کالیفرنیا       | چمن               | ۱۹۲۲      | ۷۰x۱۲۰ یارد |
| ورزشگاه یادبود لس‌آنجلس           | ۹۳٬۶۰۷  | لس‌آنجلس                   | کالیفرنیا       | چمن               | ۱۹۲۳      |             |
| ورزشگاه سانفورد                  | ۹۲٬۷۴۶  | آتن                       | جورجیا          | چمن               | ۱۹۲۹      |             |
| ورزشگاه کاتن بول                 | ۹۲٬۲۰۰  | دالاس                     | تکزاس           | چمن               | ۱۹۳۰      | ۷۱x۱۱۶ یارد |
| ورزشگاه فیدلس‌فیلد                | ۹۱٬۷۰۴  | لندور                     | مریلند          | چمن               | ۱۹۹۷      |             |
| ورزشگاه کاوبویز                  | ۸۰٬۰۰۰  | آرلینگتون                 | تکزاس           | چمن مصنوعی        | ۲۰۰۹      |             |
| ورزشگاه اروهد                    | ۷۹٬۴۵۱  | کانزاس‌سیتی                | میسوری          | چمن               | ۱۹۷۲      | ۶۹x۱۱۰ یارد |
| ورزشگاه اینوسکو فیلد ات مایل های | ۷۶٬۱۲۵  | دنور                      | کلورادو         | چمن               | ۲۰۰۱      | ۷۴x۱۱۶ یارد |
| ورزشگاه سان لایف                 | ۷۵٬۵۴۰  | میامی گاردنس              | فلوریدا         | چمن               | ۱۹۸۷      |             |
| ورزشگاه بانک آمریکا              | ۷۳٬۲۹۸  | شارلوت                    | کارولینای شمالی | چمن               | ۱۹۹۶      |             |
| ورزشگاه کلیولند براونز           | ۷۳٬۲۰۰  | کلیولند                   | اوهایو          | چمن               | ۱۹۹۹      | ۶۹x۱۱۴ یارد |
| ورزشگاه لژیون فیلد               | ۷۱٬۵۹۴  | برمینگهم                  | آلاباما         | چمن مصنوعی        | ۱۹۲۶      |             |
| ورزشگاه رلاینت                   | ۷۱٬۵۰۰  | هیوستون                   | تکزاس           | چمن               | ۲۰۰۲      |             |
| ورزشگاه کولکام                   | ۷۱٬۲۴۹  | سن دیگو                   | کالیفرنیا       | چمن               | ۱۹۶۷      |             |
| ورزشگاه سیتروس بول               | ۷۰٬۰۰۰  | اورلندو                   | فلوریدا         | چمن               | ۱۹۳۶      |             |
| ورزشگاه ال‌پی فیلد                | ۶۸٬۷۹۸  | نشویل                     | تنسی            | چمن               | ۱۹۹۹      |             |
| ورزشگاه ژیلت                     | ۶۸٬۷۵۶  | فاکسبورو                  | ماساچوست        | چمن مصنوعی        | ۲۰۰۲      | ۷۵x۱۱۵ یارد |
| ورزشگاه لینکولن فاینچیال فیلد    | ۶۸٬۵۳۲  | فیلادلفیا                 | پنسیلوانیا      | چمن               | ۲۰۰۳      |             |
| ورزشگاه کوییست‌فیلد               | ۶۷٬۰۰۰  | سیاتل، واشینگتن           | ایالت واشینگتن  | چمن مصنوعی        | ۲۰۰۲      | ۷۴x۱۱۴ یارد |
| ورزشگاه رایموند جیمز             | ۶۶٬۲۳۱  | تمپا                      | فلوریدا         | چمن               | ۱۹۹۸      | ۷۲x۱۱۵ یارد |
| ورزشگاه هوبرت هامفری مترودوم     | ۶۴٬۰۰۰  | مینیاپولیس                | مینه‌سوتا        | چمن مصنوعی        | ۱۹۸۲      |             |
| ورزشگاه دانشگاه فینیکس           | ۶۳٬۴۰۰  | گلندیل                    | آریزونا         | چمن               | ۲۰۰۶      |             |
| ورزشگاه سلجر فیلد                | ۶۱٬۵۰۰  | شیکاگو                    | ایلی‌نوی         | چمن               | ۱۹۲۴;۲۰۰۳ | ۷۰x۱۱۶ یارد |
| ورزشگاه پاپا جانز کاردینال       | ۵۶٬۰۰۰  | لویی ویل                  | کنتاکی          | چمن مصنوعی        | ۱۹۹۸      |             |
| ورزشگاه روتگرز                   | ۵۲٬۴۵۴  | پیسکاتاوای                | نیوجرسی         | چمن مصنوعی        | ۱۹۹۴      |             |
| ورزشگاه ایندپندنس                | ۵۰٬۸۳۲  | شریوپورت                  | لوئیزیانا       | چمن               | ۱۹۲۵      |             |
| ورزشگاه استنفورد                 | ۵۰٬۰۰۰  | استندفورد                 | کالیفرنیا       | چمن               | ۱۹۲۱;۲۰۰۶ |             |
| ورزشگاه آلوها                    | ۵۰٬۰۰۰  | هالاوا                    | هاوایی          | چمن مصنوعی        | ۱۹۷۵      |             |
| ورزشگاه چازفیلد                  | ۴۹٬۰۳۳  | فینیکس                    | آریزونا         | چمن               | ۱۹۹۸      |             |
| ورزشگاه ملی شهر اوکلند           | ۴۷٬۴۱۶  | اوکلند                    | کالیفرنیا       | چمن               | ۱۹۶۶      |             |
| ورزشگاه یادبود رابرت اف. کندی    | ۴۵٬۶۰۰  | واشینگتن دی.سی.           | ایالت واشینگتن  | چمن               | ۱۹۶۱      | ۷۲x۱۱۰ یارد |
| ورزشگاه رایس-اکولس               | ۴۵٬۰۱۷  | سالت‌لیک‌سیتی               | یوتا            | چمن مصنوعی        | ۱۹۲۷;۱۹۹۸ | ۷۰x۱۲۰ یارد |
| ورزشگاه پی‌ای‌تی‌سی‌او پارک          | ۴۲٬۴۴۵  | سن دیگو                   | کالیفرنیا       | چمن               | ۲۰۰۴      |             |
| ورزشگاه ای‌تی‌اندتی پارک           | ۴۱٬۵۰۳  | سان‌فرانسیسکو              | کالیفرنیا       | چمن               | ۲۰۰۰      |             |
| ورزشگاه مینت مید پارک            | ۴۰٬۹۵۰  | هیوستون                   | تکزاس           | چمن               | ۲۰۰۰      |             |
| ورزشگاه رنتچلر فیلد              | ۴۰٬۰۰۰  | هارتفورد شرق              | کانتیکت         | چمن               | ۲۰۰۳      |             |
| ورزشگاه دانشگاه آلبوکرکی         | ۳۸٬۶۴۳  | آلبوکرکی                  | نیو مکزیکو      | چمن               | ۱۹۶۰      |             |
| ورزشگاه یادبود تفنگ‌داران دریایی  | ۳۴٬۰۰۰  | آناپولیس                  | مریلند          | چمن مصنوعی        | ۱۹۵۹      |             |
| ورزشگاه کاجون فیلند              | ۳۱٬۰۰۰  | لافایته                   | لوئیزیانا       | چمن               | ۱۹۷۱      |             |
| ورزشگاه هاروارد                  | ۳۰٬۳۲۳  | بوستون                    | ماساچوست        | چمن مصنوعی        | ۱۹۰۳      |             |
| ورزشگاه اسپارتان                 | ۳۰٬۴۵۶  | سان‌خوزه٬                  | کالیفرنیا       | چمن مصنوعی        | ۱۹۳۳      | ۷۰x۱۱۰ یارد |
| ورزشگاه ماکای                    | ۲۹٬۹۹۳  | رینو                      | نوادا           | چمن مصنوعی        | ۱۹۶۶      |             |
| ورزشگاه یادبود آموس آلونزو استگ  | ۲۸٬۰۰۰  | استاکتون                  | کالیفرنیا       | چمن               | ۱۹۵۰      |             |
| ورزشگاه دانشگاه پرینستون         | ۲۷٬۷۷۳  | پرینستون                  | نیوجرسی         | چمن مصنوعی        | ۱۹۹۸      |             |
| ورزشگاه سنتر دیپوت               | ۲۷٬۰۰۰  | کارسون                    | کالیفرنیا       | چمن               | ۲۰۰۳      | ۷۵x۱۲۰ یارد |
| ورزشگاه اوهایو                   | ۲۵٬۲۳۴  | کلمبوس                    | اوهایو          | چمن               |           |             |
| ورزشگاه یادبود جنگ               | ۲۳٬۰۰۰  | وایلوکو                   | هاوایی          | چمن               | ۱۹۶۹      |             |
| ورزشگاه اولیور داونسون           | ۲۲٬۰۰۰  | اورنجبرگ، کارولینای جنوبی | کارولینای جنوبی | چمن مصنوعی        | ۱۹۵۵-۱۹۹۴ |             |
| ورزشگاه دانشگاه ریچموند          | ۲۲٬۰۰۰  | ریچموند                   | ورجینیا         | چمن               | ۱۹۲۹      |             |
| ورزشگاه ادوارز                   | ۲۲٬۰۰۰  | برکلی                     | کالیفرنیا       | چمن               | ۱۹۳۲      |             |
| ورزشگاه پیزا هات پارک            | ۲۱٬۱۹۳  | فریسکو                    | تکزاس           | چمن               | ۲۰۰۵      | ۷۴x۱۱۷ یارد |
| ورزشگاه فینلی                    | ۲۰٬۶۶۸  | چاتانوگا                  | تنسی            | AstroTurf Gameday | ۱۹۹۷      |             |
| ورزشگاه استمبو                   | ۲۰٬۶۳۰  | یانگستون                  | اوهایو          |                   |           |             |
| ورزشگاه لوکهارت                  | ۲۰٬۴۵۰  | فورت لادردیل              | فلوریدا         | چمن               | ۱۹۵۹      | ۷۵x۱۱۶ یارد |
| ورزشگاه تویوتا پارک              | ۲۰٬۰۰۰  | بریدگیو                   | ایلی‌نوی         | چمن               | ۲۰۰۶      | ۷۵x۱۲۰ یارد |
| ورزشگاه مایک مایرز               | ۲۰٬۰۰۰  | آستین                     | تکزاس           | چمن               |           |             |
| ورزشگاه یادبود (کانزاس)          | ۲۰٬۰۰۰  | مانهاتان                  | کانزاس          | چمن مصنوعی        |           |             |
| ورزشگاه دیلون                    | ۲۰٬۰۰۰  | هارتفورد                  | کانتیکت         | چمن               |           |             |
| ورزشگاه پی‌جی‌ای پارک              | ۱۹٬۵۶۶  | پورتلند                   | اورگن           | چمن مصنوعی        | ۱۹۲۶      |             |
| ورزشگاه ارتباطات گراند           | ۱۸٬۰۰۰  | میدلند                    | تکزاس           | چمن مصنوعی        | ۲۰۰۲      |             |
| ورزشگاه یادبود (سیاتل)           | ۱۷٬۰۰۰  | سیاتل، واشینگتن           | ایالت واشینگتن  |                   | ۱۹۴۸      |             |
| ورزشگاه هاردر                    | ۱۷٬۰۰۰  | سنتا باربارا              | کالیفرنیا       | چمن               |           |             |
| ورزشگاه وارن مک‌گوریک آلومنی      | ۱۷٬۰۰۰  | هادلی                     | ماساچوست        | چمن               |           |             |
| ورزشگاه پلاستر                   | ۱۶٬۶۰۰  | اسپرینگ‌فیلد               | میسوری          | چمن مصنوعی        |           |             |
| ورزشگاه برینی کرام               | ۱۵٬۰۰۰  | آلن‌تاون                   | پنسیلوانیا      | چمن               |           |             |
| ورزشگاه ساهلنس                   | ۱۳٬۷۶۸  | روچستر                    | نیویورک         | چمن مصنوعی        |           |             |
| ورزشگاه ولینگ ایسلند             | ۱۲٬۲۲۰  | ولینگ                     | ویرجینیای غربی  | چمن               |           |             |
| ورزشگاه فوتبال مایکل کارول       | ۱۲٬۱۰۰  | ایندیاناپولیس             | ایندیانا        | چمن               |           |             |
| ورزشگاه فیلد دریمز               | ۱۲٬۰۰۰  | لاس کروسس                 | نیومکزیکو       | چمن               |           |             |
| ورزشگاه ملی مرکز ورزش‌ها          | ۱۲٬۰۰۰  | بلاین                     | مینه‌سوتا        | چمن               |           |             |
| ورزشگاه پنینگتون فیلد            | ۱۲٬۰۰۰  | بدفورد                    | تکزاس           | Astroplay ۱۰۰۰    |           |             |
| ورزشگاه رودز                     | ۱۱٬۲۵۰  | الون                      | کارولینای شمالی | چمن               |           |             |
| ورزشگاه الکس اسپانوس             | ۱۱٬۰۷۵  | سان‌لوییس اوبیسپو          | کالیفرنیا       | چمن               |           |             |
| ورزشگاه ویرجینیابیچ              | ۱۰٬۷۸۰  | ویرجینیابیچ               | ویرجینیا        | چمن               |           |             |
| ورزشگاه نیکرسون فیلد             | ۱۰٬۴۱۲  | بوستون                    | ماساچوست        | چمن مصنوعی        | ۱۹۱۵;۱۹۵۵ |             |
| ورزشگاه چاپارال                  | ۱۰٬۳۶۱  | آستین                     | تکزاس           | چمن مصنوعی        | ۲۰۰۲      |             |
| ورزشگاه چارلی جانسون             | ۱۰٬۰۰۰  | کلمبیا                    | کارولینای جنوبی | چمن               |           |             |
| ورزشگاه تیتان                    | ۱۰٬۰۰۰  | فولرتون                   | کالیفرنیا       | چمن               |           |             |